# Biecz

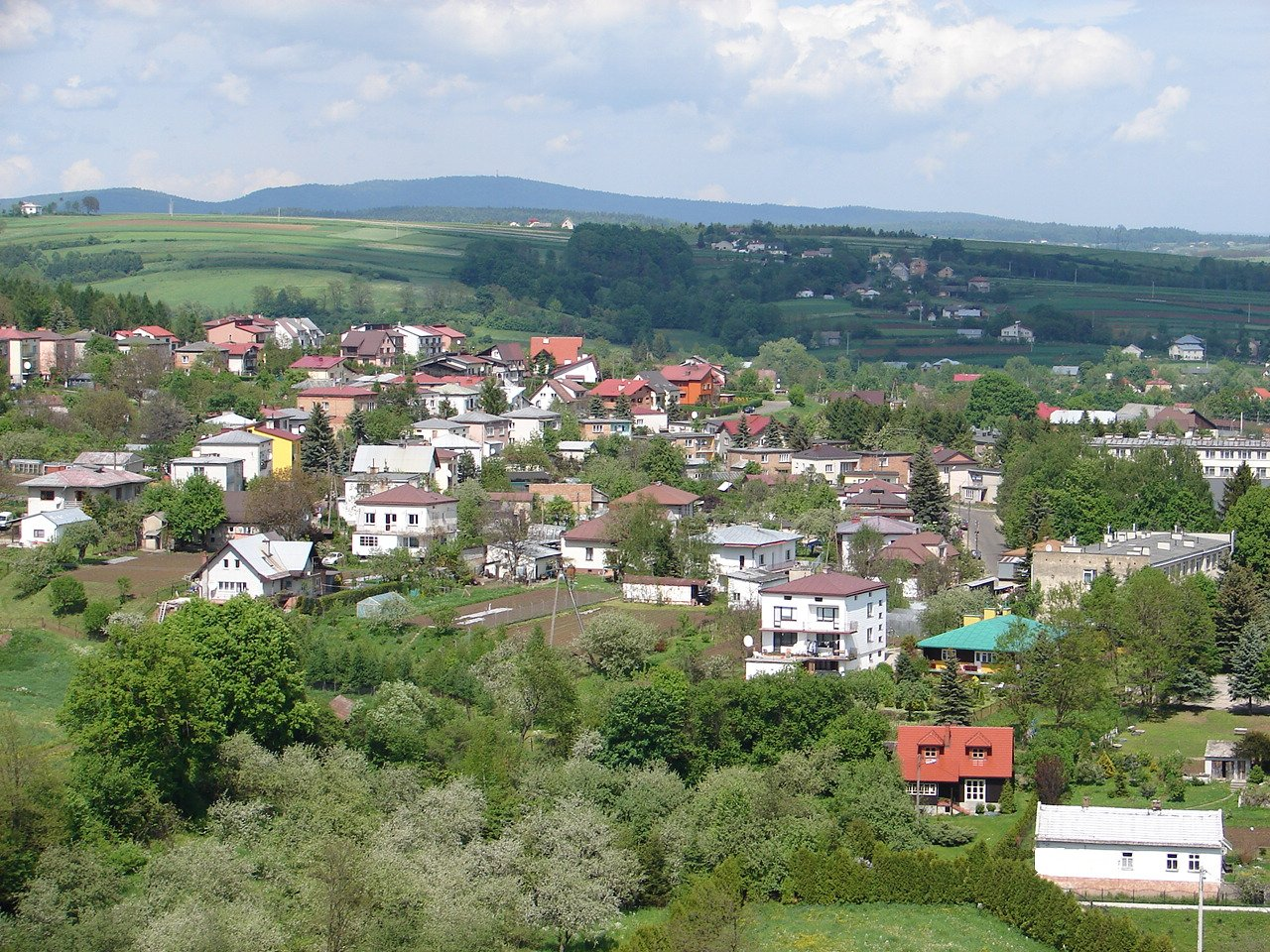

Biecz este un oraș în județul Gorlice, Voievodatul Polonia Mică, cu o populație de 4.573 locuitori (2011) în sudul Poloniei.